# Telingana sabarigiriensis
Telingana sabarigiriensis är en insektsart som beskrevs av Thirumalai och Ananthasubramanian 1985. Telingana sabarigiriensis ingår i släktet Telingana och familjen hornstritar. Inga underarter finns listade i Catalogue of Life.